# Escola ortogènica Sonia Shankman
L'Escola ortogènica Sonia Shankman, també coneguda simplement com l'Escola Ortogènica o informalment com O'School, és un centre de tractament residencial i una escola terapèutica per a nens i adolescents que generalment es classifiquen com a emocionalment pertorbats. L'Escola ortogènica s'especialitza en el tractament dels joves i els ajuda amb els seus problemes de conducta i emocionals. L'escola es troba al campus de la Universitat de Chicago (UC). L'escola treballa amb moltes escoles i universitats, i té una associació amb diverses escoles de la zona de Chicago, incloent l'Institut Familiar de la Universitat Northwestern, l'Escola d'Administració de Serveis Socials de la UC i la Jane Addams School of Social Work de la Universitat d'Illinois a Chicago.
L'escola és famosa per ser el lloc on el psicoanalista Bruno Bettelheim va iniciar un nou mètode de cura de l'autisme. La historiadora i psicoanalista francesa Élisabeth Roudinesco assenyala que, tot i que «d'inspiració psicoanalítica, l'empresa és paradoxal que va en contra d'aquests mateixos principis psicoanalítics».

## Enfocament
L'escola és capaç d'educar adequadament els estudiants d'intel·ligència superior a la mitjana i ajudar els estudiants a seguir cursos avançats de forma individual o en grup. Els estudiants també poden assistir a les universitats locals o escoles públiques i privades a temps parcial. Actualment, l'escola pot tractar els estudiants en una configuració desbloquejada sense utilitzar aïllament ni restricció mèdica. Els consellers de dormitori, els professors i els assistents docents solen tenir una llicenciatura i experiència en treballar amb els joves. Normalment, la relació de personal per estudiant és molt alta, amb una mitjana de dos membres del personal que supervisen entre cinc i vuit estudiants alhora, amb el suport del personal amb màster, el personal docent i el personal d'intervenció en crisi.
A l'escola, els estudiants tenen contacte amb un equip de terapeutes, directors de programes, professors d'educació especial, professors d'art, docents assistents i altres professionals. Els estudiants amb els privilegis adequats tenen l'oportunitat de sortir a la comunitat diversos dies a la setmana, amb alguns estudiants capaços d'abandonar l'escola en sortides independents a la comunitat.
L'escola ha desenvolupat un programa de transició integral per a estudiants adolescents que es troben fora de casa, a la universitat o fent una vida independent. Els estudiants del Centre de Vida de transició compten amb el suport del personal de l'escola, el seu antic equip de residència i el personal de transició. Normalment són capaços d'anar a la comunitat i buscar ocupació, opcions educatives i altres activitats de la comunitat. Els estudiants es mantenen en el programa de transició per períodes que van des de diversos mesos fins a dos anys.
L'escola es troba al campus de la Universitat de Chicago. Per això, els estudiants poden utilitzar moltes instal·lacions del campus durant el dia.
L'escola també té diverses activitats extraescolars, incloent un programa de treball per a estudiants, un consell estudiantil, un Junior Achievement local, una revista literària i un diari d'estudiants. Els estudiants poden participar en tantes activitats extraescolars com vulguin, sempre que el seu comportament i el rendiment acadèmic es trobin dins dels límits acceptables.

### El contacte parental
Els estudiants assisteixen a sessions familiars periòdiques amb el seu cap de programa o un terapeuta individual. Els consellers contacten regularment amb els pares i els actualitzen sobre el progrés dels seus fills, i els estudiants poden trucar a casa com a mínim un cop per setmana i poden escriure amb la freqüència que desitgin. Quan els estudiants guanyen els privilegis adequats i han demostrat comportaments segurs, poden tenir visites domiciliàries, que normalment comencen alguns caps de setmana i progressen fins a cada cap de setmana durant les fases de transició.
Els estudiants que no poden anar a casa a causa de la distància o del seu comportament, poden visitar els seus pares a l'escola o a un local comunitari. Es pot restringir el contacte amb amics, tot i que, normalment, s'hi anima a que els escriguin.

### La vida dels estudiants
Els estudiants viuen en dormitoris comunitaris de fins a set estudiants per habitació, en habitacions de trànsit, o en un Centre de Vida de transició. Durant la setmana escolar, els alumnes assisteixen a classes acadèmiques durant el dia i tenen l'opció d'assistir a una varietat d'activitats extraescolars al vespre. Molts estudiants de high school i de middle school assisteixen a classes departamentals durant la major part del dia. Els estudiants més joves i els estudiants que no poden transitar entre classes reben instrucció individualitzada o en grup reduït en aules autosuficients.
Durant la seva estada a l'escola, els estudiants obtenen gradualment majors nivells de privilegis, llibertats i responsabilitats, però no s'utilitza un sistema de nivell formal. Els plans de conducta, els objectius i les modalitats de tractament s'utilitzen de forma individualitzada. Els estudiants assisteixen a una o dues sessions de teràpia individual de 45 minuts per setmana i una sessió de teràpia de grup de 60 minuts per setmana. S'utilitzen diverses modalitats de teràpia de grup, com les habilitats socials, el procés, la gestió de la ira, la planificació de la transició i els grups de depressió i ansietat.
També hi ha disponible un programa d'escola de dia. En aquest cas, els estudiants poden assistir a l'escola, a més de rebre serveis de teràpia individual i de grup, però vivint a casa seva. La disponibilitat i la utilitat d'aquest programa es decideixen cas per cas.

## Història de l'escola durant la direcció de Bettelheim (1944-1973)

### La teoria

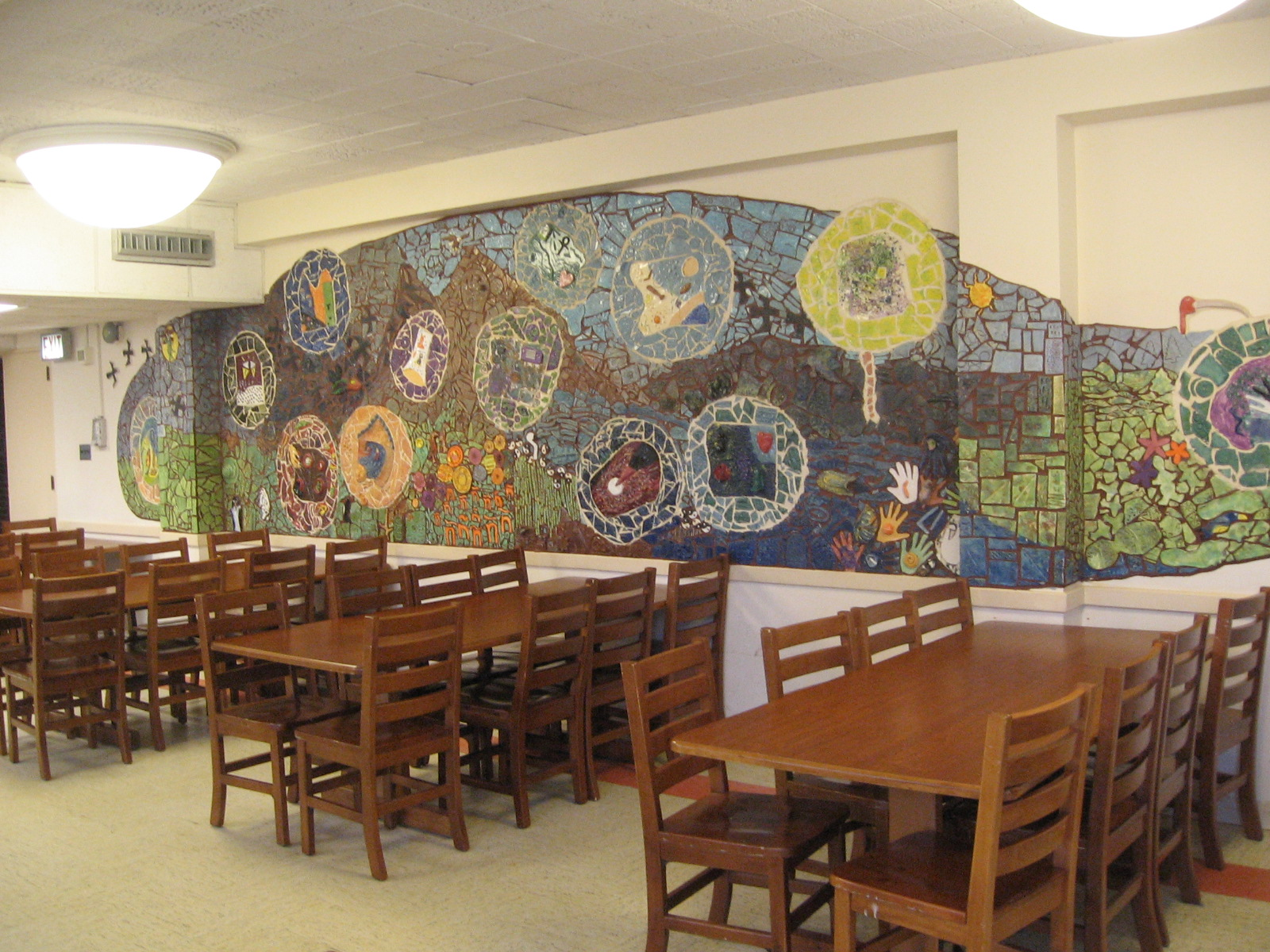
El menjador de l'Escola ortogènica

El conegut i controvertit teòric psicoanalític Bruno Bettelheim va ser director de l'Escola ortogènica a mitjans del segle xx. Durant el temps que va passar allà, l'escola es va fer relativament coneguda per tractar nens amb autisme, un camp que Bettelheim va estudiar.
El mètode de Bettelheim per tractar estudiants era inusual a la seva època. A diferència de la majoria dels hospitals i asils que funcionaven com una instal·lació mèdica, Bettelheim creia que el tractament per a malalties mentals hauria de ser fonamentalment diferent del tractament de malalties físiques. Les portes de l'Escola ortogènica sempre estaven desbloquejades, i els estudiants podien sortir teòricament sempre que volguessin. Les reixes de seguretat de les finestres es van col·locar a l'exterior de la finestra en comptes de l'interior, una decisió atrevida per a un centre de tractament de l'època. Abans d'ingressar a l'escola, l'estudiant feia diverses visites per decidir si volia quedar-se. Bettelheim volia assegurar-se que un estudiant volia assistir a l'escola i no acceptava a nens que no volien anar.
Els consellers també residien amb els estudiants a les habitacions adjacents als seus respectius dormitoris per donar suport durant tot el dia. Els assessors, igual que els estudiants, també assistien a sessions de teràpia individual i de grup per tal de poder analitzar els seus propis mètodes i pensar com millorar-los. Aquesta és una pràctica que s'ha continuat fent fins a l'actualitat.
Bettelheim també va creure que els estudiants haurien de sentir-se l'escola com a casa seva. Generalment, el mobiliari dels dormitoris era antic i molt car. Els estudiants dels menjadors menjaven amb vaixella xinesa importada i copes de vidre, que era inusual per a un centre de tractament. Durant les tres reformes a l'edifici que Bettelheim va supervisar, Bettelheim va encarregar diverses obres d'art, incloent un mural de Jordi Bonet i Godó.

### La pràctica

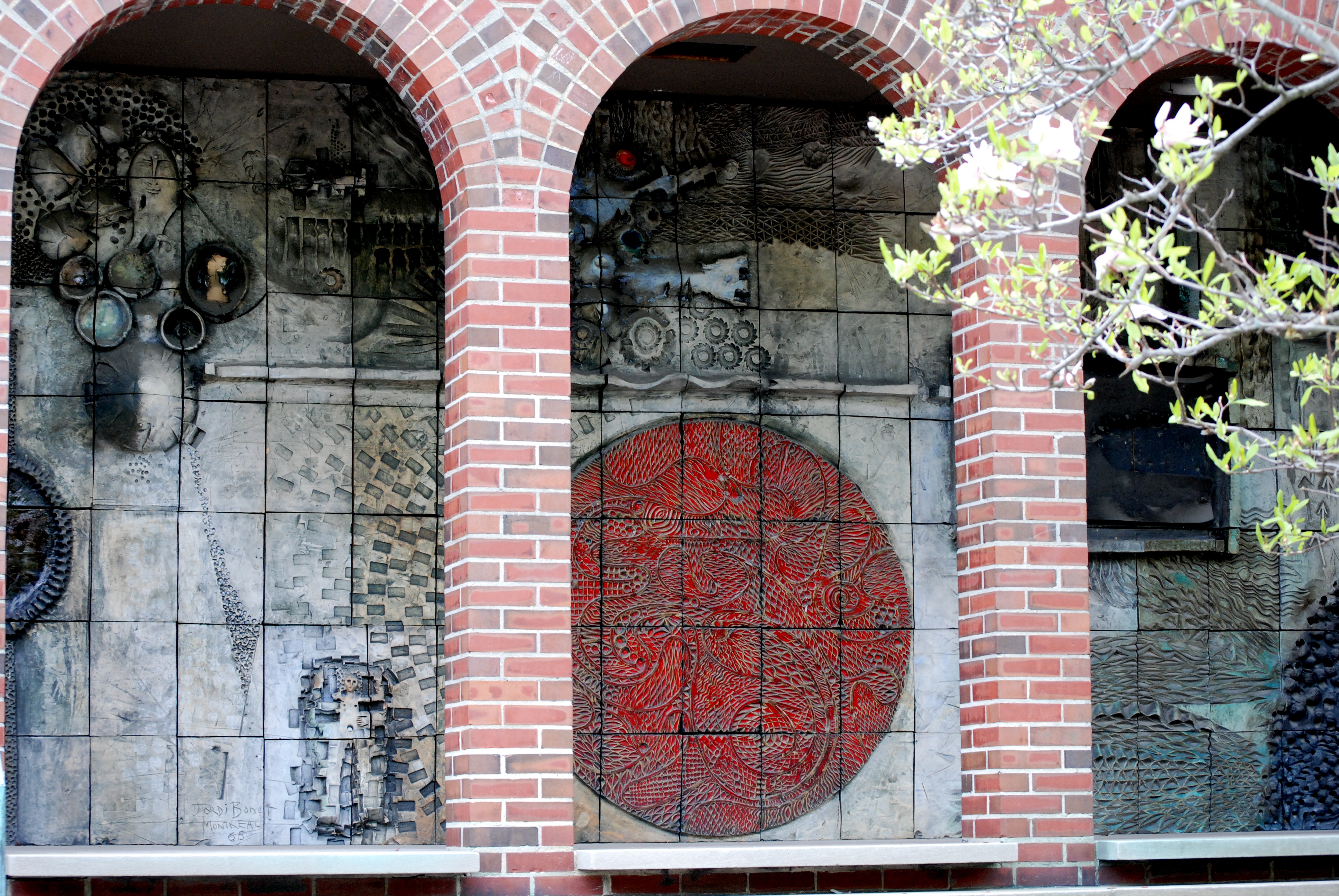
Un mural a l'Escola ortogènica, creat per Jordi Bonet i Godó

Les fonts varien en referència a si els estudis universitaris de Bettelheim eren d'història de l'art o de filosofia (estètica); però no tenia estudis de psicologia. Ralph Tyler, qui va portar Bettelheim a la Universitat de Chicago, va declarar el 1990 que va assumir que Bettelheim tenia dos doctorats, un en història de l'art i l'altre en psicologia, i en alguns dels seus escrits el mateix Bettelheim va implicar que va escriure una dissertació sobre filosofia de l'educació. Un article de 1995 en The Independent del Regne Unit va declarar que Bettelheim «tot i les afirmacions en contra, no tenia qualificacions de psicologia de cap tipus». Un article de 1997 al Chicago Tribune va declarar: «Però quan la direcció de l'Escola ortogènica va quedar vacant, evidentment es va arriscar degut què a causa de la guerra ningú no podia comprovar les seves credencials ... quan la seva transcripció va ser examinada pòstumament, es va veure que havia fet tres cursos d'introducció al camp».
Tot el que Bettelheim va aprendre de la pràctica psicoanalítica estàndard, sembla que ho havia après com a client. La primera esposa de Bettelheim, Gina, es va encarregar de Patsy, un nen americà discapacitat que va viure a la casa de Bettelheim a Viena durant set anys. Més tard, Bettelheim va afirmar que havia cuidat a Patsy i que tenia un trastorn de l'espectre autista. Hi ha un desacord entre les fonts sobre si Patsy tenia o no aquest trastorn.
Els directors posteriors i alguns consellers de l'Escola ortogènica veien com Bettelheim aplicava el càstig corporal, tot i que ell afirmava que era contraproduent. Molts estudiants residents, però no tots, han explicar que la ràbia i la violència fora de control era normal en Bettelheim.
La biografia de Richard Pollak de 1997 de Bettelheim afirma que dues dones per separat van informar que Bettelheim va acariciar els seus pits i els d'altres noies estudiants a l'escola mentre que es disculpava mentre ho feia.
Un article de Chicago Tribune de 1990 va informar: «Dels 19 antics alumnes de l'Escola ortogènica entrevistats per aquesta història, alguns encara estan molt enutjats amb Bettelheim, 20 o 30 anys després de sortir de la institució, uns altres diuen que les seves estades els van fer bé i expressen gratitud per haver tingut l'oportunitat d'estar a l'escola, i tots estan d'acord que Bettelheim freqüentment copejava als seus pacients joves i vulnerables, i el que és igualment significatiu és que cap dels successors de Bettelheim a l'Escola ortogènica contradiu aquests informes».
Aquest mateix article va denunciar un tractament abusiu, com ara:
 • Bettelman va treure de la dutxa a una noia adolescent i li va copejar i assetjar davant dels seus companys de dormitori.
 • també va treure a una altra adolescent del vàter per a copejar-la.
 • no va permetre que un jove estudiant prengués medicaments per l'asma, per que creia que l'origen de l'asma era psicològic
 • Ronald Angres va escriure en un assaig de la revista Commentary: «Vaig viure durant anys el terror de les seves pallisses, el terror dels seus passos en els dormitoris, el terror animal».

## L'edifici de l'escola
L'escola té aproximadament 85 anys d'antiguitat i entre 1940 i 2014 es trobava al 1365 E 60th St de Chicago. L'edifici on es trobava l'escola era molt més antic, i va ser restaurat i renovat diverses vegades des de la seva ocupació. L'edifici constava de tres parts: una ala escolar, una ala de dormitoris i una «ala de trànsit» que contenia diversos espais utilitzats pels estudiants. Parts de l'edifici també van ser utilitzats per la Hyde Park Day School, una escola per a nens amb dificultats en l'aprenentatge.
El 2014 l'escola es va traslladar a un nou edifici. El nou edifici, com l'anterior, es comparteix amb Hyde Park Day School. Està ubicat a 6245 South Ingleside Avenue, al barri Woodlawn de Chicago.